# Emily Atack
Emily Jane Atack (Luton, 18 dicembre 1989) è un'attrice e personaggio televisivo britannica.

## Filmografia

### Cinema
- Get Lucky, regia di Sacha Bennett (2013)
- The Hoarder, regia di Matt Winn (2015)
- L'esercito di papà (Dad's Army), regia di Oliver Parker (2016)
- Lost in Florence - Un'estate a Firenze (Lost in Florence), regia di Evan Oppenheimer (2017)
- Ti presento Patrick (Patrick), regia di Mandie Fletcher (2018)
- Iron Sky - La battaglia continua (Iron Sky: The Coming Race), regia di Timo Vuorensola (2019)

### Televisione
- Blue Murder – serie TV, episodio 4x01 (2007)
- Heartbeat – serie TV, episodio 17x22 (2008)
- The Inbetweeners – serie TV, 6 episodi (2008-2010)
- Me and Mrs Jones – serie TV, episodio 1x01 (2012)
- The Keith Lemon Sketch Show – serie TV, 6 episodi (2015)
- Padre Brown (Father Brown) – serie TV, episodio 5x08 (2017)
- Almost Never – serie TV, 20 episodi (2019-2020)
- The Emily Atack Show – serie TV, 6 episodi (2020)